# Gabriel Cannon
Gabriel Cannon, né en 1987, est un chanteur, rappeur, acteur et assistant de production américain. Il est un des quatre demi-frères du rappeur Nick Cannon.

## Biographie

### Enfance
Gabriel est le fils de James Cannon, auteur, philanthrope et télé-évangéliste et de Landa Cannon. Il a 3 frères qui sont Reuben, Javen et Caleb ainsi qu’un demi-frère, Nicholas qui est l’aîné. Il grandit dans la ville de Charlotte en Caroline du Nord.
Pendant leur enfance, le père offre une caméra à ses enfants. Ensemble, ils font des vidéos. Nicholas réalise et filme, tandis que Gabriel est devant la caméra. Les deux frères sont proches, Gabriel idolâtre Nicholas. Lorsque Gabriel a 8 ans, ils forment ensemble le groupe 3YB (3 Young Brothers) et chantent à l’église de leur quartier.

### Débuts avec Nick
Dans les années 2000, lorsque Nick Cannon devient populaire, sa famille le suis à Los Angeles. C’est à ce moment que le train de vie de Gabriel tourna dans les excès a travers les soirées. Gabriel est d’autant plus en admiration pour son grand-frère, qu’il veut faire comme lui, il veut lui ressembler et même parler comme lui. Nick écrit des paroles et compose pour ses frères.
Lorsque les frères Cannon finissent le lycée, Nick les emploie sur son émission Wild 'n Out (en) diffusée alors sur MTV. Gabriel y est assistant de production.
Il offre des opportunités professionnelles à Gabriel en lui offrant, ainsi qu’à un autre de ses frères, de signer avec le groupe dont il s’occupe Writerz N Artists. Mais Gabriel peine à trouver sa place car il doit se battre pour écrire ses propres textes. Plus tard, le groupe part en tournée avec Mariah Carey pour assurer des premières parties en 2010.

### Retrait dans la religion
Afin de se retrouver avec lui-même et se détournant de la recherche de notoriété, Gabriel se retire avec sa fille à Malibu où il lit la Bible sur la plage. A propos de ce passage, Gabriel declare : “J’ai complètement oublié qui j’étais. Dieu vient de me le montrer. Maintenant, j’essaie d’être à la hauteur des attentes de tout le monde plutôt que de mon frère.” (“I completely lost who I was. God has shown it to me now. Now I’m trying to live up to everybody’s expectations instead of my brother’s”).
Gabriel a étudié pendant 4 mois au Bible College avant de laisser tomber. Il est quand même resté au Calvary Chapel Bible College (en) pendant deux ans et a ensuite obtenu son diplôme. Il se mari avec sa femme le lendemain de cette cérémonie.

### Retour
Le 28 mars 2020, Gabriel est devenu Président du Marketing et des Publicités de la société Electronic Business Cards, LLC.
À partir du 26 juin 2023, il est à l’antenne de l’émission de téléréalité Claim to Fame sur ABC. Il remporte la saison de 2 de l'émission le 28 août de la même année.

## Affaire judiciaire
Le 9 mars 2011, Gabriel est arrêté par la police de Los Angeles car il est soupçonné de vol et d’agression. Depuis un an, Gabriel est filmé pour une téléréalité. Il donne rendez-vous à Studio City en mars à deux employés de l’emission, Alex Moreno et son fils Alejo. Cannon arrive avec 3 amis, une dispute éclate avec les Moreno et les agressent et dérobent des bijoux, des caméras et les prises de vues faites de Gabriel. Pour ces faits, Gabriel Cannon va en prison.

## Vie privée
Gabriel a une fille, Mayara, née le 16 octobre 2009 avec l’actrice de téléréalité Monica Leon plus connue sous le nom de “Danger”. Après cette naissance, Monica fait une dépression post-partum passe une semaine en décembre de la même année en hôpital psychiatrique pour des examens. Après leur séparation, Gabriel demande la garde exclusive de sa fille qu’il obtient.

## Filmographie
- 2006 : Even Money : un entraineur
- 2019 : Command 357 : agent Herthman

## Discographie

### Single
- 2017 : All They Do (ft. Zé Stone)
- 2017 : Bow My Head (ft. Reuben Cannon)
- 2017 : Oh My (ft. Hassan Khaffaf)
- 2017 : Say Grace
- 2018 : Adam & Eve (ft. Daniel Robert)
- 2019 : Road Map
- 2021 : Paper Boy